# かえひろみ
かえ ひろみ（1991年（平成3年）8月19日 - ）は、日本の女優、タレント、ラジオパーソナリティ、元グラビアアイドルである。
サンミュージックプロダクション所属。血液型はO型。夫はラッパーのKEN THE 390。

## 来歴
東京都出身。東京都立小平南高等学校を経て成城大学経済学部経済学科卒業。高校3年生の終わりごろにスカウトされる。それ以前から芸能界に興味があり、自分もまた新しいことをしたいと思っていたことから、すぐに芸能界入りを決める。
2012年、ミスiD2013にエントリーされ、ファイナリスト20名の中からミスiD5名の中に選ばれる。2012年11月3日：『ミス成城大学コンテスト』でグランプリとミスKOSEをW受賞。
2017年3月までの芸名表記は漢字の夏江 紘実（読み方は同じ）だったが、2017年4月に現在の「かえひろみ」へ改名。平仮名表記への改名の理由は、「（漢字の）夏江紘実ではなかなか覚えてもらえず、事務所の人や古坂大魔王さんにも改名を勧められて、わかりやすく老若男女が親しみやすいひらがなにした」とのこと。
自動車好きで、2016年ごろに中古車を購入。本当は自身の車の改造をしたかったが、電気店でミニ四駆のアバンテMk.IIを見つけ、これなら改造できると徐々にハマり、改造アイディアを競うコンクール・デレガンス部門で幾度かの入賞。タミヤの公式ガイドブック「ミニ四駆超速ガイド2017-2018」において、執筆の仕事も行っている。2018年8月のミニ四駆の北海道大会に自費で参戦して予選突破した。9月の岡山大会は9,000円の夜行バスで参加したが惜しいところで予選落ちとなった、多忙の身ゆえに日帰り遠征である。
2019年1月29日、ラッパーのKEN THE 390との結婚を発表、これに伴いグラビアアイドルを引退。同年3月には全身にミニ四駆を纏った“ミニ四子”としての活動を開始。衣装は自腹で10万円かけ、古坂大魔王が結婚祝いにと、「ミニ四子のテーマソング」を送っている。
2020年8月、第一子出産を発表。

## 人物
- 愛称：カエちゃん・カエちゃんマン[10]・ファニー
- 3歳から14歳までピアノを習う[11]。高校時代はダンス部[11][12]。バスケットボールでは東京都大会ベスト8、東京73地区大会優勝の経験がある[11]。
- 姉が2人いる[13]。
- 芸名の「夏江」は旧名[14]。
- 自宅にはリューターがある。

## 出演作品

### TV
- 人間昆虫記（WOWOW） - 看護士：倉井 役
- 大河ドラマ「江〜姫たちの戦国〜」（2011年、NHK） - 江付き侍女 役
- ごごたま〜踊ろう!テレ玉くんキャラバン（2014年4月 - 2015年3月、テレビ埼玉）
- 夢情報〜きらめき夢子さん（2014年4月 - 2017年2月、テレビ朝日） - 夢野ひろみ 役
- サンデージャポン（2014年9月21日、TBS） - テリー伊藤のモテ散歩
- 深夜喫茶スジガネーゼ（フジテレビ）
- 趣味どきっ「お城へ行こう!」 第5回・第6回（2016年3月、NHK Eテレ） - 生徒 役
- BOAT RACEライブ 〜勝利へのターン〜（2016年10月16日、BSフジ） - ゲスト出演
- 東北魂TV 「部長島川耕平妻子あり」（2016年12月18日、BSフジ）
- ゴルフのたすき（2017年〜、ゴルフネットワーク）レギュラー
- タミヤRCカーグランプリ（2017年〜、アクトオンTV）レギュラー

### 映画
- 今田探偵事務所（2011年） - まこちゃん 役
- 極道兵器（2011年） - 殺し屋ナース グリーン 役
- 空想アイドル7今日の彼女（2011年） - 水谷美和 役
- 妖怪人間ベム（2012年） - 女子高生 役
- つばめの剣（2012年） - 沖田 役

### 舞台
- FLYING PIRATES ネバーランド漂流記-featuringGUY'S-（サンリオピューロランド、2011年）- ジャスミン 役
- ライチ☆光クラブ（2012年） - 「つ」の少女 役

### ラジオ
- パックンたまご（2013年4月18日 - 7月18日、MBSラジオ）
- The Nutty Radio Show おに魂（2013年7月 - 2017年3月、FM NACK5） - 水曜日パーソナリティ
- マキタスポーツラジオはたらくおじさん（2014年9月26日 - 2015年3月28日、ラジオ日本） - レギュラーアシスタント
- 吉田照美　飛べ!サルバドール（2014年10月6日 - 2016年3月21日、文化放送） - 飛び出せ! 子ザル 月曜日リポーター
- ラジオ日本NEXT 夏江紘実 エンタメドライブ!（2015年3月31日 - 2016年9月28日、ラジオ日本）
- 夏江紘実のHIROMIX Radio（2016年4月4日 - 、文化放送超!A&G+・AG-ON Premium）[15]
- Hello! I,Radio（2016年10月7日 - 2020年6月、ラジオ日本）
- Nutty Radio Show THE魂（2017年4月 - 2020年6月、FM NACK5） - 水曜日パーソナリティ
- HITS! THE TOWN （2018年2月4日、ゲスト出演、FM NACK5）
- SWEET!! Friday Edition（2024年7月26日、ラジオ日本）三遊亭楽生が夏季休暇のため代演。

### Web
- 「エルシャラカーニのニコジョッキー（夏）」（ニコジョッキー） - アシスタント ※毎月1回レギュラー
- 「夏江紘実のかえだま。 - YouTubeチャンネル」（2014年6月 - 、YouTube） ※毎日更新
- 「コロコロ生アニキ」（2016年6月 - 、ニコニコ生放送 / コロコロアニキクラブ） - アシスタント
- 矢口真里の火曜The NIGHT（2021年5月19日[16]、2022年12月14日[17]、ABEMA）

### DVD
- かえりたくない（2014年7月25日、竹書房）
- おかえり（2015年5月20日、ラインコミュニケーションズ）
- おでむかえ（2016年4月29日、エスデジタル）
- 振り返って（2017年8月24日、ギルド）
- かえさない（2018年9月25日、アイマックス）

### 配信曲
- アイドルティーンエイジライオット[18]（2015年5月27日） ※カエヒロミ名義
- ハエのように[19]（2016年3月30日） ※カエヒロミ名義